# District de Churu
Le district de Churu est un district de l'état du Rajasthan en Inde.
Le district est très aride. Depuis quelques années, les vagues de chaleur extrême se font plus fréquentes et la sécheresse s'est accentuée, tandis que le régime des pluies a beaucoup changé, compromettant l'avenir de l'agroculture.